# OTR-23 Oka
OTR-23 Oka (ryska: OTP-23 «Ока», NATO-rapporteringsnamn: SS-23 Spider) är en sovjetisk mobil ballistisk kortdistansrobot. Den utvecklades av Sovjetunionen i slutet av kalla kriget som en ersättare till den föråldrade SS-1C 'Scud B. Den var primärt ett taktiskt kärnvapen system för att kunna slå ut väl skyddade mindre mål som flygfält, kärnvapeninstallationer och kommandobunkrar. Roboten kund även bära konventionella stridsspetsar och stridspetsar med stridsgas. Roboten elliminerades som en del av INF-avtalet mellan USA och Sovjetunionen. Kort tid före undertecknande av INF-avtalet så överfördes  minst 120 stycken robotar till Östtyskland, Tjeckoslovakien och Bulgarien, dessa robotar hade konventionell stridspetsar men med möjligheten att byta till sovjetiska kärnvapenstridspetsar.

## Användare
- Sovjetunionen
- Östtyskland
- Bulgarien
- Tjeckoslovakien
- Tjeckien
- Slovakien